# A Rezidens (televíziós sorozat)
A Rezidens (eredeti cím: The Resident) 2018 és 2023 között vetített amerikai televíziós sorozat. A műsor alkotói Amy Holden Jones, Hayley Schore és Roshan Sethi, a történet pedig a Chastain Park Memorial Kórház dolgozóinak életét követi nyomon. A főbb szereplők közt van Matt Czuchry, Emily VanCamp, Manish Dayal, Shaunette Renée Wilson és Bruce Greenwood.
A sorozatot az Amerikai Egyesült Államokban a Fox mutatta be 2018. január 21-én, Magyarországon a Prime tűzte műsorra 2018. szeptember 19-én.

## Cselekménye
A történet a georgia-i Chastain Park Memorial Kórház alkalmazottainak életét és munkáját mutatja be. A fókuszában elsősorban a harmadéves rezidense, Conrad Hawkins; az elsőéves gyakornok, Devon Pravesh és a gyakorló ápolónő Nicolette "Nic" Nevin van.

## Szereplők
| Szereplő               | Színész                | Magyar hang        |
| ---------------------- | ---------------------- | ------------------ |
| Conrad Hawkins         | Matt Czuchry           | Hamvas Dániel      |
| Nicolette "Nic" Nevin  | Emily VanCamp          | Csuha Borbála      |
| Devon Pravesh          | Manish Dayal           | Molnár Levente     |
| Mina Okafor            | Shaunette Renée Wilson | Nádasi Veronika    |
| Randolph Bell          | Bruce Greenwood        | Kőszegi Ákos       |
| AJ "The Raptor" Austin | Malcolm-Jamal Warner   | Bognár Tamás       |
| Marshall Winthrop      | Glenn Morshower        | Berzsenyi Zoltán   |
| Kitt Voss              | Jane Leeves            | Kisfalvi Krisztina |
| Barrett Cain           | Morris Chestnut        | Kálid Artúr        |
| Irving Feldman         | Tasso Feldman          | Gacsal Ádám        |
| Billie Sutton          | Jessica Lucas          | Kelemen Kata       |

## Epizódok
| Évad | Évad | Részek száma | Részek száma | Eredeti sugárzás     | Eredeti sugárzás | Eredeti adó | Magyar sugárzás      | Magyar sugárzás    | Magyar adó                           |
| Évad | Évad | Részek száma | Részek száma | Évadbemutató         | Évadzáró         | Eredeti adó | Évadbemutató         | Évadzáró           | Magyar adó                           |
| ---- | ---- | ------------ | ------------ | -------------------- | ---------------- | ----------- | -------------------- | ------------------ | ------------------------------------ |
|      | 1.   | 14           | 14           | 2018. január 21.     | 2018. május 14.  | Fox         | 2018. szeptember 19. | 2018. december 19. | Prime                                |
|      | 2.   | 23           | 23           | 2018. szeptember 24. | 2019. május 6.   | Fox         | 2019. január 2.      | 2019. június 5.    | Prime                                |
|      | 3.   | 20           | 20           | 2019. szeptember 24. | 2020. április 7. | Fox         | 2020. július 2.      | 2020. november 12. | Prime                                |
|      | 4.   | 14           | 14           | 2021. január 12.     | 2021. május 18.  | Fox         | 2021. szeptember 1.  | 2021. december 1.  | Prime                                |
|      | 5.   | 23           | 23           | 2021. szeptember 21. | 2022. május 17.  | Fox         | 2022. augusztus 25.  | 2022. december 15. | Prime (1-15. rész) TV2 (16-23. rész) |
|      | 6.   | 13           | 13           | 2022. szeptember 20. | 2023. január 17. | Fox         |                      |                    |                                      |

## Díjak és jelölések
| ÉV   | Díj                | Kategória               | Jelölés    | Eredmény | Forrás      |
| ---- | ------------------ | ----------------------- | ---------- | -------- | ----------- |
| 2018 | Teen Choice Awards | Choice Breakout TV Show | A Rezidens | Jelölve  | [ 3 ] [ 4 ] |